# Ichthyophis singaporensis
Ichthyophis singaporensis é uma espécie de anfíbio gimnofiono da família Ichthyophiidae. É endémica de Singapura onde é conhecida apenas pelo seu holótipo, embora haja alguns registos que precisam de ser comprovados da Malásia Peninsular.